# Stealth Combat: Ultimate War
Stealth Combat: Ultimate War est un jeu vidéo d'action et de stratégie de science-fiction développé par Trigger Lab et édité par Cryo Interactive sur PC en 2002.

## Synopsis
Le jeu se déroule dans un futur proche, en 2038. Le monde se divise en deux grandes entités politico-économiques : l'Alliance Économique et Militaire (EMA) et le Grand Empire, engagées dans un conflit de longue haleine. Les deux puissances tentent d'éviter un affrontement nucléaire, mais un complot semble à l'œuvre pour éterniser et envenimer le conflit. Le joueur incarne un militaire au service de l'une des deux factions, et doit accomplir des missions variées à son service.

## Principe du jeu
Stealth Combat : Ultimate War est un jeu d'action dans lequel le joueur évolue aux commandes d'engins variés, terrestres, maritimes ou aériens, pour mener à bien des missions militaires dans des environnements modélisés en 3D temps réel. L'accomplissement des missions réclame autant le recours à l'infiltration et à l'action furtive qu'aux affrontements directs. Le joueur évolue seul la plupart du temps, mais prend parfois la tête d'un groupe d'engins alliés, qu'il peut piloter alternativement ou laisser à la charge de l'intelligence artificielle. Le jeu, jouable uniquement en solo, comprend deux campagnes (une du côté de l'EMA et l'autre du côté du Grand Empire) de vingt-cinq missions chacune.

## Réception
Le jeu reçoit des critiques plutôt favorables à sa sortie. Le site agrégateur de critiques MobyGames recense huit critiques de presse conférant au jeu une moyenne de 62 sur 100, six critiques sur les huit attribuant au titre des notes égales ou supérieures à 60 sur 100 et la plus basse, celle de l'édition allemande de PC Player, descendant à 46/100.